# Arthrorhaphis alpina
Arthrorhaphis alpina är en lavart som först beskrevs av Schaer., och fick sitt nu gällande namn av R. Sant. Arthrorhaphis alpina ingår i släktet Arthrorhaphis och familjen Arthrorhaphidaceae.  Arten är reproducerande i Sverige. Inga underarter finns listade i Catalogue of Life.